# Atac
Pour les articles homonymes, voir ATAC (entreprise) et Airborne Tactical Advantage Company.
Pour l’article ayant un titre homophone, voir Attac.
Atac est une enseigne de supermarché française de distribution à prédominance alimentaire, créée par les Docks de France en 1982 et disparue en France en 2023.

## Historique
L'enseigne est créée par les Docks de France, en 1985, filiale de la société AuchanSuper, faisant partie du groupe Auchan, depuis 1998.
En 1982, le groupe Docks de France construit un magasin test à l'enseigne Atac. En 1985, l'essai concluant permet au groupe de se lancer dans le développement d'un réseau national avec un cahier des charges préétabli.
À la suite du rachat du groupe Docks de France par le groupe Auchan, les supermarchés des franchisés Super-Marché Doc et Suma changent d'enseigne pour Atac.
L'enseigne présente Atac comme un supermarché de proximité sans fioriture et bon marché. Un de leurs slogans est « ATAC attaque les prix ».
Le groupe Auchan transforme en 2006 huit magasins Atac en Simply Market et crée deux de ces magasins ex nihilo. Il prolonge le test du concept en 2007.
Le lundi 26 janvier 2008, le groupe Auchan annonce de manière officielle le changement d'enseigne pour la majorité de ses supermarchés Atac pour Simply Market, enseigne étudiée et développée par le groupe depuis 2005. Au 1er avril 2009, à quelques exceptions près, l'ensemble du parc de supermarchés du groupe Auchan passe sous l'enseigne Simply Market à l'exception des 80 magasins du groupe associés Schiever (principalement situés en Bourgogne-Franche-Comté) qui souhaite garder une certaine indépendance commerciale.
Après un an, la transformation des magasins Atac en Simply Market ne convainc pas la clientèle, et est qualifiée d'échec de la stratégie du groupe Auchan dans un article de blog notamment.
En février 2015, Système U et Auchan proposent le transfert des supermarchés Simply Market, soit 270 intégrés et près de 140 franchisés (dont 70 Atac du groupe Schiever) sous l'enseigne Super U. Finalement, les deux groupes renoncent le 13 juillet 2016. En contrepartie, Auchan annonce en mars 2017 un plan d'investissement d'un milliard d'euros ayant pour but principal une transformation de ses 256 points de vente : les Simply Market deviendront des Auchan supermarché et les magasins de proximité A2Pas des MyAuchan. Les magasins du groupe Schiever sont exclus de ce plan et sont donc les seuls à conserver leur enseigne Atac avant leur conversion en magasin Bi1,. Le 1er mars 2023, les 23 derniers magasins deviennent des Bi1, ce qui entraîne la disparition définitive de l'enseigne en France,.
Cependant, Atac existe encore en Europe de l’Est, notamment en Roumanie et en Pologne, sous forme d’hypermarchés discount nommés "Atac Hiper Discount".

### Identité visuelle

Logo avant 2008
Logo de 2008 à 2015
Logo de 2015 à 2023

### Slogans
- « C'est un vrai plaisir » (2001-2004)
- « Mon choix économies ! » (2004-2023)

## Chronologie
- 1959 : ouverture du premier supermarché Doc à Bagneux ;
- 1982 : ouverture d'un magasin test à l'enseigne Atac par le groupe Docks de France ;
- 1985 : création du réseau de supermarché Atac ;
- 1996 : rachat du groupe Docks de France (supermarchés Atac et hypermarchés Mammouth) par Auchan ;
- 1998 : naissance de la société Atac, filiale de la société AuchanSuper ;
- 2009/2011 : la majorité des supermarchés Atac passe sous l'enseigne Simply Market.
- 2015 : ouverture du premier magasin Atac en Mauritanie et au Sénégal.
- 2023: Fermeture des derniers magasins ATAC de France. Ils adoptent l'enseigne Bi1 entraînant la disparition définitive de l'enseigne.

## Effectif
15 805 employés (31/12/2005)[réf. nécessaire] :
- 65 % de femmes et 35 % d'hommes ;
- 88 % en magasins, 8 % en logistique et 4 % en siège ;
- 85 % d'employés, 13 % d'encadrement et 2 % en contrat par alternance.

## Implantation
411 magasins sous enseigne Atac au 1er janvier 2005 dont :
- 271 intégrés divisés en 4 réseaux (Nord, Sud, Est, Ouest)
- 59 franchisés et 81 associés Schiever

Les magasins intégrés et franchisés sont approvisionnés par 7 entrepôts frais, 4 PGC - Non alimentaire.
Atac est aussi présent en Espagne, en Italie, en Russie, au Maroc, en Pologne, au Sénégal et en Mauritanie.
Les magasins Atac d'Italie, de Pologne et d'Espagne suivent les changements de stratégie du groupe Auchan et deviennent, en 2009, des Simply Market. Seuls les magasins français exploités par Schiever et ceux de Russie conservent l'enseigne Atac ou Atak, les magasins de Roumanie eux gardent leur identité d'origine ATAC.
Fin 2016, les supermarchés Atac implantés au Sénégal passent sous la marque Auchan.